# Hermann von Boyen

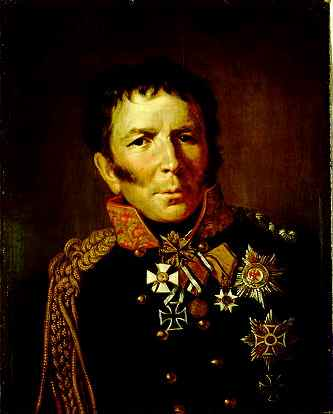
Herrman von Boyen.

Leopold Hermann Ludwig von Boyen (20 de junio de 1771 - 15 de febrero de 1848) fue un oficial del ejército prusiano quien colaboró en la reforma del Ejército de Prusia a principios del siglo XIX. También sirvió com ministro de la guerra de Prusia en el periodo 1810-1813 y más tarde entre el 1 de marzo de 1841 - 6 de octubre de 1847.

## Biografía
Nacido en Kreuzburg (en la actualidad Slavskoye, Rusia) en Prusia Oriental, Boyen se unió al ejército en 1784 en Königsberg. En 1788, como segundo teniente recién licenciado, tomó un puesto en la academia militar de Königsberg, donde también atendió a algunas de las conferencias de Immanuel Kant.
Entre 1794-96, Boyen tomó parte en la campaña polaca como Adjunto del General von Günther. En 1799, se convirtió en capitán. Sirvió en la guerra de 1806 en el Estado Mayor del Duque de Brunswick, y fue herido en la Batalla de Auerstädt (14 de octubre de 1806). Después del Tratado de Tilsit (julio de 1807) se convirtió en mayor y miembro de la comisión de Gerhard von Scharnhorst para la reorganización del ejército.
Para 1810 Boyen llegó a ser Director de Gabinete del Ejército. En la reconstitución del ejército prusiano trabajó como el colaborador más diligente de Scharnhorst, pero después de la conclusión de la alianza entre Prusia y Francia en 1812 abandonó la comisión como coronel y visitó Viena y San Petersburgo. Los hechos de 1813 lo reclamaron al servicio prusiano: como coronel acompañó al ejército ruso desde su base en Kalisz hasta Sajonia. Tras la Batalla de Lützen (2 de mayo de 1813) tenía a su cargo la guardia de frontera y en último término la defensa de Berlín. Pero durante la tregua el rey Federico Guillermo III lo nombró Jefe del Estado Mayor del 3.º Cuerpo de Ejército. Como tal, Boyen participó en las batallas y en las escaramuzas de 1813 y 1814 y alcanzó el grado de mayor-general.
Después de la primera Paz de París (30 de mayo de 1814) tomó posesión de su cargo como Ministro de Guerra. Completó la creación del Landwehr como reserva (empezada durante la guerra) y en 1818 se convirtió en teniente general. Combatió en vano contra las crecientes fuerzas reaccionarias que ponían en peligro la amplia base popular del Landwehr, y dimitió en 1819.

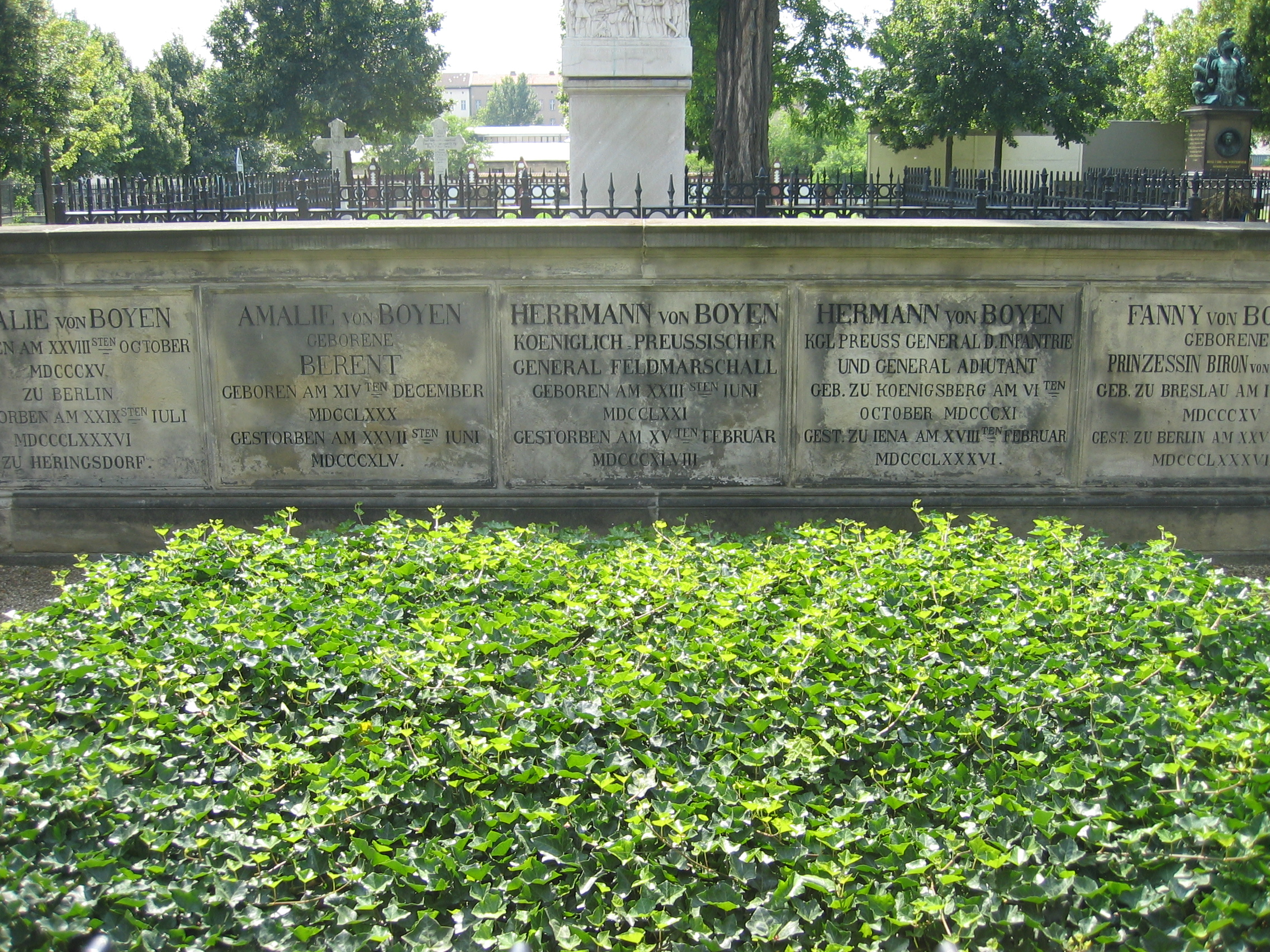
La tumba de Boyen en el Invalidenfriedhof en Berlín.

Durante 21 años Boyen vivó retirado, ocupándose en estudios históricos, hasta que el rey Federico Guillermo IV, inmediatamente después su ascenso al trono, lo reclamó al servicio activo, y lo ascendió a General de Infantería. En marzo de 1841 de nuevo tomó el control del Ministerio de Guerra, aunque sin lograr una gran influencia en la situación política general. Dimitió en noviembre de 1847, recibió el rango de Mariscal de Campo, y murió el 15 de febrero de 1848. El rey nombró la fortaleza de Lötzen en Prusia Oriental en su honor.
El hijo de Boyen, también llamado Hermann von Boyen, fue general adjunto del rey. Se retiró como Gobernador de Berlín en 1879. Hermann von Boyen fue enterrado en el cementerio Invalidenfriedhof en Berlín. El antiguo club de fútbol Yorck Boyen Insterburg fue nombrado en honor a Boyen.

## Obra
Hermann von Boyen escribió (entre otras obras):
- Beiträge zur Kenntnis des Generals v. Scharnhorst (1833)
- Erinnerungen aus dem Leben des Generalleutnants v. Günther (1834).
- Vorwärts!: ein Husaren-Tagebuch und Feldzugsbriefe von Gebhardt Leberecht von Blücher etc. (1914, diario durante su periodo en los Húsaros)
- Gesammelte Schriften und Briefe / Blücher, Yorck, Gneisenau; zusammengestellt und hrsg. von Edmund Th. Kauer (1932, cartas epistolares, incluidas aquellas a Yorck y Gneisenau)
- Kampagne-Journal der Jahre 1793 und 1794 (1796, diario de campaña)

También escribió la canción "Der Preußen Losung" (1838).